# Сюйренська фортеця

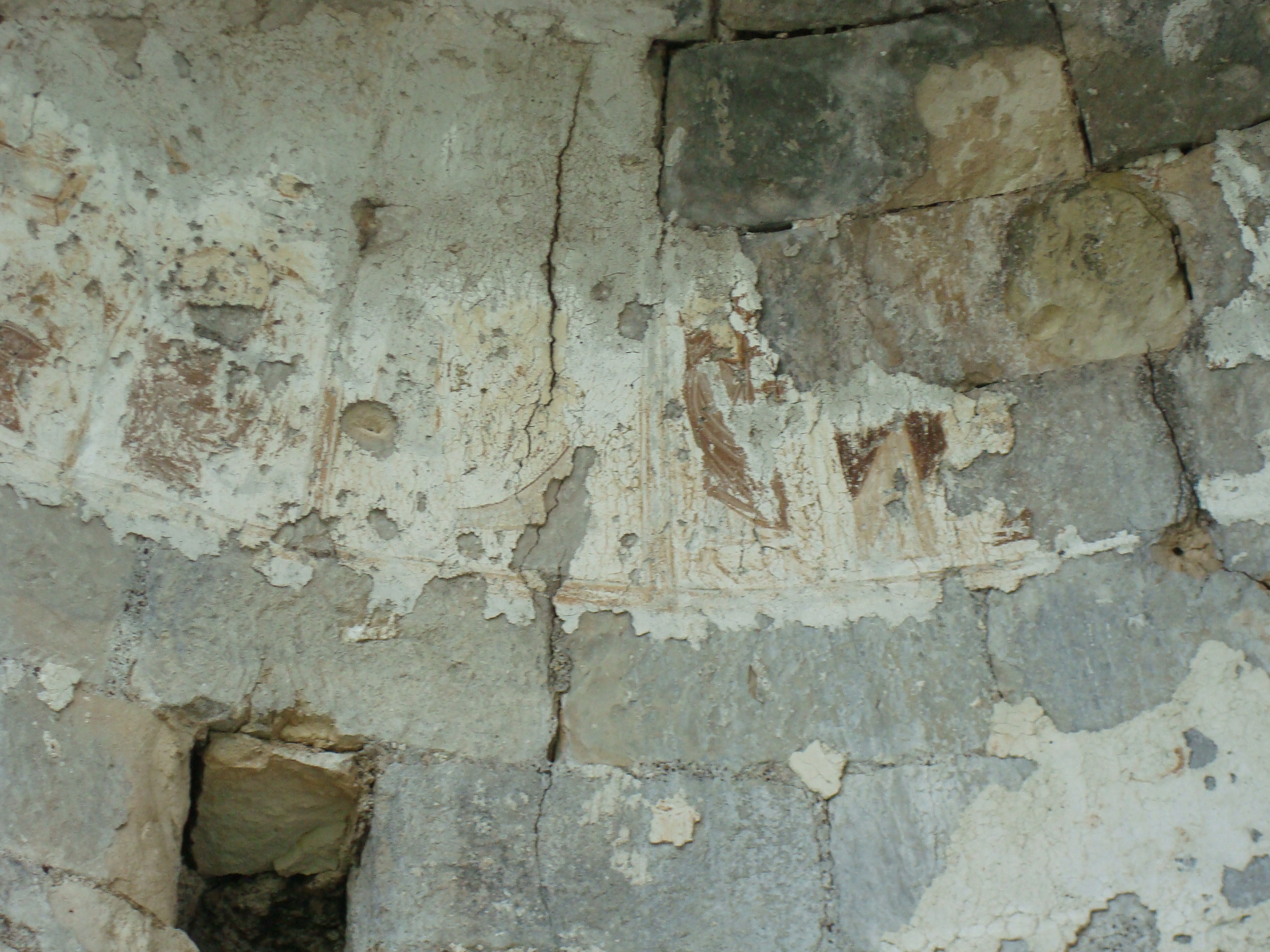
Залишки розписів капели вежі

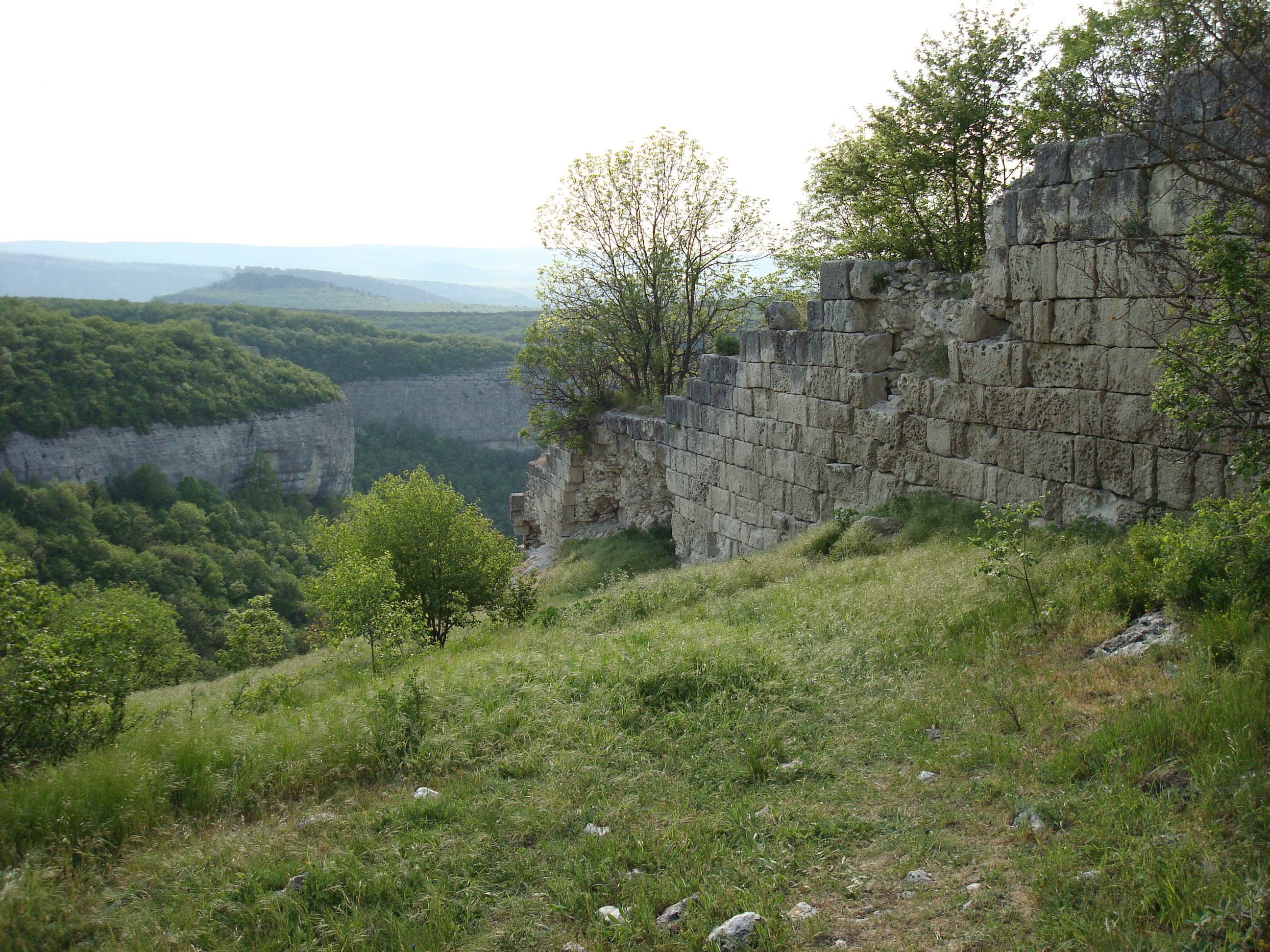
Фортечна стіна

Сюйренська фортеця (крим. Süyren Qulle) — середньовічне укріплення в Криму. Історично відоме під назвами Шиварин, Сківарин, Сциварин.
Знаходиться за 2 км від селища Албат Бахчисарайського району, і за 1 км від сіл Велике і Мале Садове (колишнє Кучук-Сюйрен), на краю мису Кулє-бурун (Баштовий мис).

## Опис
Зведене ймовірно візантійцями у VI столітті задля контролю Бельбекських воріт. У пізньому середньовіччі використовувалося як феодальний замок.
Це укріплення досі панує над урочищем Хор-Хор, сусідніми скельними мисами Ай-Тодор, Дженіче-Бурун, Тапчан-Кая, дефіле «Бельбекські ворота», та найголовніше, воно забезпечує візуальне спостереження за ситуацією у північному напрямку та на всьому протязі каньйону р. Бельбек аж до Головного пасма Кримських гір на півдні.
Існують припущення, що ця оборонна споруда, розташована в ареалі розселення готів, називалася Шиварін (або Сківарин). Про це в XVI ст. повідомив у своїх мемуарах барон Бусбек (Augerii Gislenii Busbequii). У Константинополі Бусбек зустрів двох кримських мешканців (гота і грека), які розповіли йому про головні центри гірської Таврики — Мангуп (Mancup) та Шиварін (Scivarin). Можливо, назва останнього походить від давньогерманського scivaro і означає «камінь, скеля» (суч. нім. — Schiefer). Це точно характеризує місце розташування Сюйренського укріплення, яке знаходиться на високій і важкодоступній скелі.
Згідно найновішого етимологічного аналізу назви, термін «Сківарин» може походити від протогерманского «-skaiwarō» («птах-сорока»). На думку дослідників, це точно відповідає плану фортеці, стіни і центральна вежа якого нагадують крила и голову з дзьобом велетенського птаха, що перекривають супротивнику доступ на територію мису Кулє-Бурун.

## Історія
- Заснування: VI ст. візантійцями. На думку дослідників Украіни та Греції, прикордонний бург Шиварін (Сківарін) був зведений на командній висоті у Бельбекському каньйоні наприкінці VI ст. (точніше, у 575 р.) за ініціативою візантійської адміністрації для несення розвідувально-дозорної служби, а саме –– забезпечення контролю за пересуванням у передгір'ях небезпечних для Імперії ворогів –– військ Тюркського каганату[4]. Про це свідчить не тільки архітектурно-будівельний, топографічний, топонімічний, тактичний, воєнно-історичний аналіз, але й печатка візантійського чиновника (іпата) Феофилакта, знайдена в руїнах фортеці Сківарін[5]. Пізніше фортеця була складовою оборонної системи відомого кримського князівства Феодоро. Основним завданням фортеці був контроль долини річки Бельбек і охорона шляху до Мангупу з півночі і північного сходу.
- Занепад: Кінець XIV ст. — місто занепало, ймовірно, після вторгнення військ Тамерлана. Інша версія — Сюйренська фортеця зруйнована під час чергового набігу турків у 1475 році.

Поселення на місці фортеці зникає через приблизно століття після її руйнування.

## Сьогоднішній стан
Сьогодні збереглися сліди оборонної стіни фортеці з круглою двоповерховою баштою. Загальна протяжність оборонної стіни — 110 м. Товщина стін 2,5 м, висота — 4-4,5 м.
Зі східного боку башти знаходилися ворота, арка яких нині обрушена, а із західної — хвіртка вилазки. І в стіні і в нижній частині башти зроблені бійниці. Башта складена з великих вапнякових блоків.
У башті збереглося купольне перекриття зі слідами фрескового розпису XIII—XIV ст.
Неподалік фортеці знаходиться печерний монастир Челтер-Коба (печера з ґратами).